# Amer Mubarak
Amer Mubarak Ghanim Al-Hammadi (ur. 28 grudnia 1987) – emiracki piłkarz występujący na pozycji pomocnika w drużynie Al-Nasr Dubaj.

## Kariera piłkarska
Amer Mubarak od początku kariery gra w zespole Al-Nasr Dubaj. W 2007 zadebiutował w reprezentacji Zjednoczonych Emiratów Arabskich. Był powoływany na dwa turnieje o Puchar Azji: w latach 2007 i 2011.